# Kanton Emblavez-et-Meygal
Der Kanton Emblavez-et-Meygal ist seit 2015 ein französischer Kanton im Arrondissement Le Puy-en-Velay im Département Haute-Loire in der Region Auvergne-Rhône-Alpes.

## Gemeinden
Der Kanton besteht aus 14 Gemeinden mit insgesamt 13.010 Einwohnern (Stand: 2022) auf einer Gesamtfläche von 258,33 km²:
| Gemeinde                  | Einwohner 1. Januar 2022 | Fläche km² | Dichte Einw./km² | Code INSEE | Postleitzahl |
| ------------------------- | ------------------------ | ---------- | ---------------- | ---------- | ------------ |
| Beaulieu                  | 1.071                    | 22,27      | 48               | 43021      | 43800        |
| Chamalières-sur-Loire     | 517                      | 13,40      | 39               | 43049      | 43800        |
| Lavoûte-sur-Loire         | 813                      | 10,16      | 80               | 43119      | 43800        |
| Le Pertuis                | 542                      | 11,89      | 46               | 43150      | 43200        |
| Malrevers                 | 756                      | 14,09      | 54               | 43126      | 43800        |
| Mézères                   | 167                      | 8,58       | 19               | 43134      | 43800        |
| Queyrières                | 357                      | 13,95      | 26               | 43158      | 43260        |
| Rosières                  | 1.536                    | 26,82      | 57               | 43165      | 43800        |
| Saint-Étienne-Lardeyrol   | 750                      | 11,80      | 64               | 43181      | 43260        |
| Saint-Hostien             | 694                      | 13,49      | 51               | 43194      | 43260        |
| Saint-Julien-Chapteuil    | 2.021                    | 28,26      | 72               | 43200      | 43260        |
| Saint-Pierre-Eynac        | 1.250                    | 23,99      | 52               | 43218      | 43260        |
| Saint-Vincent             | 1.070                    | 20,40      | 52               | 43230      | 43800        |
| Vorey                     | 1.466                    | 39,23      | 37               | 43267      | 43800        |
| Kanton Emblavez-et-Meygal | 13.010                   | 258,33     | 50               | 4306       | –            |